# Ekler fánk

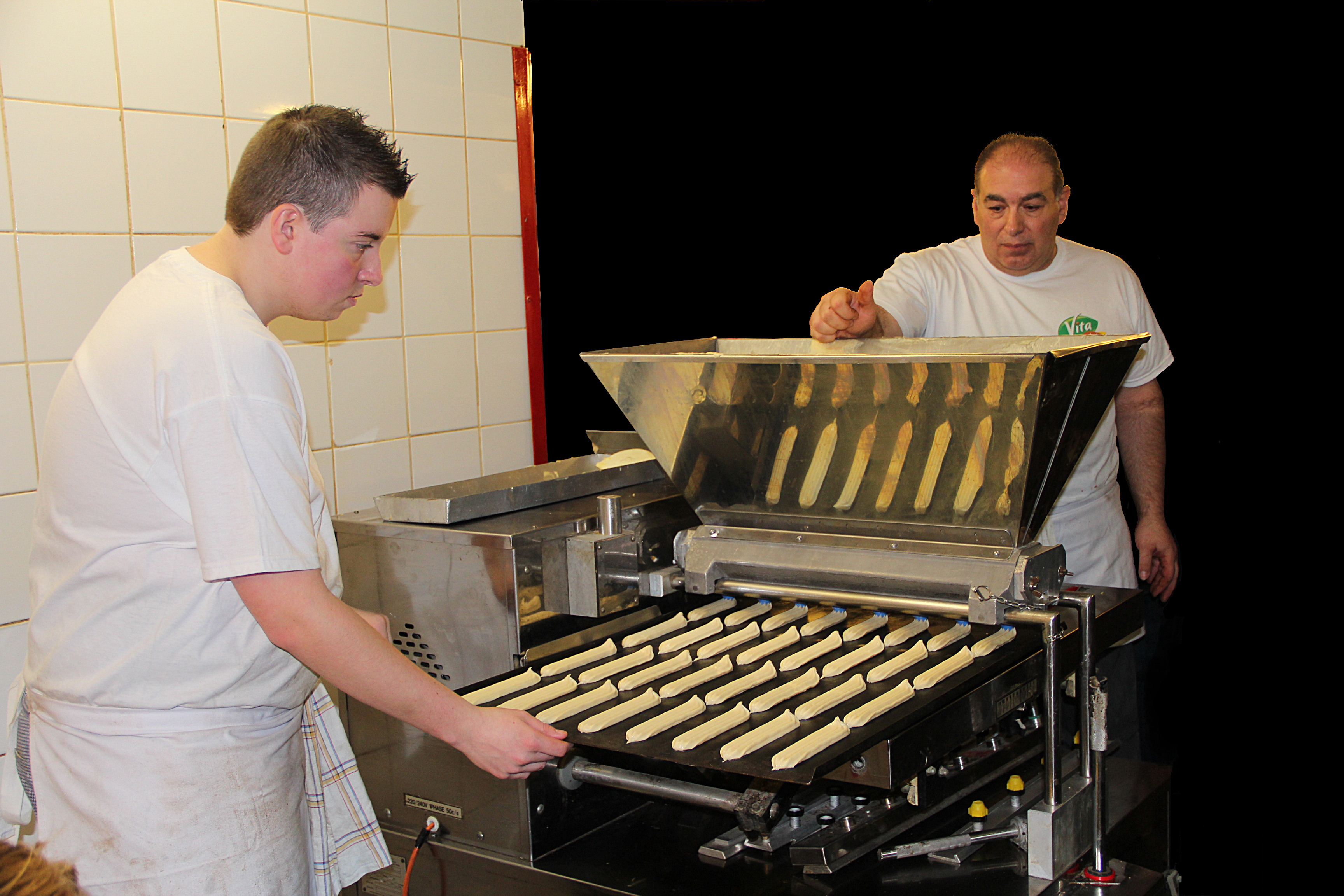
Éclairkészítő berendezés

Az ekler fánk (eredeti francia nevén éclair) egy klasszikus francia cukrászkészítmény, amely különféle ízesítésű angolkrémmel töltött égetett tésztából készül és a teteje csokoládéval, vagy fondanttal van bevonva.  Formája hosszúkás.

## Története
A 19. századból származó süteményt eredetileg "pain à la Duchesse"-nek (kenyér hercegnő módra), ill. "petit Duchesse"-nek (kis hercegnő) hívták. Az 1850-es évektől kezdték "éclair"-nek hívni, ami villámot jelent és arra utal, hogy "villámgyorsan elfogy". A karamellával bevont verziót "bâton de Jacob"-nak (Jákob botja) nevezik.

## Elkészítése
Az égetett tésztát (mint amiből a képviselőfánk, vagy a profiterol is készül) nyomózsákból, csillagcsővel nyomják ki a sütéshez, majd gőzben, 220°C-on sütik. Kihűlés után vízszintesen félbevágják és vaníliás, kávés, vagy más ízesítésű angolkrémmel töltik. Tetejét csokoládé, vagy fondant glazúrral húzzák be.